# 597993 Belesta
597993 Belesta este o planetă minoră (asteroid) din centura de asteroizi. A fost descoperită pe 28 ianuarie 2008 la  de  și a fost numită după Bélesta-en-Lauragais. 
Obiectul prezintă o orbită caracterizată de o semiaxă mare de 2,7238688516387 UAi, o excentricitate de 0,15178532668171, o înclinație de 8,8268014025677 ° în raport cu ecliptica.